# Khamis Leyano
Leon Khamis Leyano Deshama Ulama (Wau, 1º gennaio 1987) è un calciatore sudsudanese, attaccante dell'Al-Merrikh e della nazionale sudsudanese.

## Carriera

### Club
Esordisce nel Wau Salaam, prima e unica squadra sudsudanese a partecipare alla Kagame Interclub Cup nel 2012.

In questa competizione mette a segno il gol dell'1-7 contro gli Young Africans FC.

### Nazionale
Leyano esordisce con il Sudan del Sud nella partita persa 1-0 contro l'Etiopia nella CECAFA Cup 2012.

## Statistiche

### Cronologia presenze e reti in nazionale
| Cronologia completa delle presenze e delle reti in nazionale ― Sudan del Sud | Cronologia completa delle presenze e delle reti in nazionale ― Sudan del Sud | Cronologia completa delle presenze e delle reti in nazionale ― Sudan del Sud | Cronologia completa delle presenze e delle reti in nazionale ― Sudan del Sud | Cronologia completa delle presenze e delle reti in nazionale ― Sudan del Sud | Cronologia completa delle presenze e delle reti in nazionale ― Sudan del Sud | Cronologia completa delle presenze e delle reti in nazionale ― Sudan del Sud | Cronologia completa delle presenze e delle reti in nazionale ― Sudan del Sud |
| Data                                                                         | Città                                                                        | In casa                                                                      | Risultato                                                                    | Ospiti                                                                       | Competizione                                                                 | Reti                                                                         | Note                                                                         |
| ---------------------------------------------------------------------------- | ---------------------------------------------------------------------------- | ---------------------------------------------------------------------------- | ---------------------------------------------------------------------------- | ---------------------------------------------------------------------------- | ---------------------------------------------------------------------------- | ---------------------------------------------------------------------------- | ---------------------------------------------------------------------------- |
| 24-11-2012                                                                   | Kampala                                                                      | Etiopia                                                                      | 1 – 0                                                                        | Sudan del Sud                                                                | CECAFA Cup 2012                                                              | -                                                                            |                                                                              |
| 27-11-2012                                                                   | Kampala                                                                      | Sudan del Sud                                                                | 0 – 2                                                                        | Kenya                                                                        | CECAFA Cup 2012                                                              | -                                                                            |                                                                              |
| Totale                                                                       |                                                                              | Presenze                                                                     | 2                                                                            |                                                                              | Reti                                                                         | 0                                                                            |                                                                              |

## Palmarès

### Club

#### Competizioni nazionali
- South Sudan Football Championship: 1

Wau Salaam: 2012